# Kasukabe
Kasukabe (japanska: 春日部市?, Kasukabe-shi) är en stad i Saitama prefektur i Japan. Staden fick stadsrättigheter 1954 och 
har sedan 2008 
status som speciell stad (japanska: 特例市?, Tokureishi) enligt lagen om lokalt självstyre.